# الربوة (القفر)

تعديل مصدري - تعديل

الربوة هي إحدى قرى عزلة بني مهدى بمديرية القفر التابعة لمحافظة إب، بلغ تعداد سكانها 43 نسمة حسب تعداد اليمن لعام 2004.